# دومنیک جان چیلکات
سر دومنیک جان چیلکات (۱۷ نوامبر ۱۹۵۹) دیپلمات و سفیر پیشین انگلستان در ایران (۲۰۱۱–۲۰۱۲) و از سال ۲۰۱۸ تا ۲۰۲۲ سفیر بریتانیا در ترکیه بود.
چلیکات دارای لیسانس فلسفه و الهیات است. او در سال ۱۹۸۲ به وزارت امور خارجه و کشورهای مشترک المنافع (FCO) پیوست. از سال ۱۹۹۳ تا ۱۹۹۵ او در لیسبون فعالیت داشته و سپس ز سال ۱۹۹۸ تا ۲۰۰۲ به بروکسل منتقل شده و در نمایندگی دائمی انگلستان در اتحادیه اروپا کار کرد.
دومنیک چیلکات از سال ۲۰۰۳ تا ۲۰۰۶ مدیر اداره اتحادیه اروپا بود. وی در سال ۲۰۰۶ برای مأموریت به سریلانکا رفت. او از سال ۲۰۰۸ تا ۲۰۱۱ او معاون رئیس هیئت نمایندگی بریتانیا در ایالات متحده بود. چیلکات برای مدت کوتاهی در سال ۲۰۱۱ قبل از تعلیق روابط دیپلماتیک در ایران بر اثر حمله به سفارت انگلستان در دروان ریاست جمهوری محمود احمدی‌نژاد سفیر انگلستان در ایران بود. وی پس از آن به عنوان سفیر در ایرلند تا ۲۰۱۶ و سپس تا ۲۰۲۲ سفیر انگلستان در ترکیه بود.
چلیکات در سال ۱۹۸۳ با جین برومیج ازدواج کرد. آنها سه پسر و یک دختر دارند. او با همسرش در آکسفورد آشنا شد. او در سال ۲۰۰۳ نشان سنت مایکل و سنت جورج از نوع درجه سوم و در سال ۲۰۱۸ نشان از نوع درجه دوم (KCMG) را دریافت کرد.